# Ischiopsopha obiensis
Ischiopsopha obiensis är en skalbaggsart som beskrevs av Miksic 1976. Ischiopsopha obiensis ingår i släktet Ischiopsopha och familjen Cetoniidae. Inga underarter finns listade i Catalogue of Life.